# Madera
Madera (AFI: /maˈdɛra/; in portoghese Madeira, AFI: [mɐˈðɐjɾɐ]), amministrativamente Regione Autonoma di Madera (in portoghese Região Autónoma da Madeira), è un arcipelago di isole d'origine vulcanica situato nell'Oceano Atlantico, 545 km a nord-ovest della costa del Marocco, appartenente al Portogallo.

## Geografia e clima

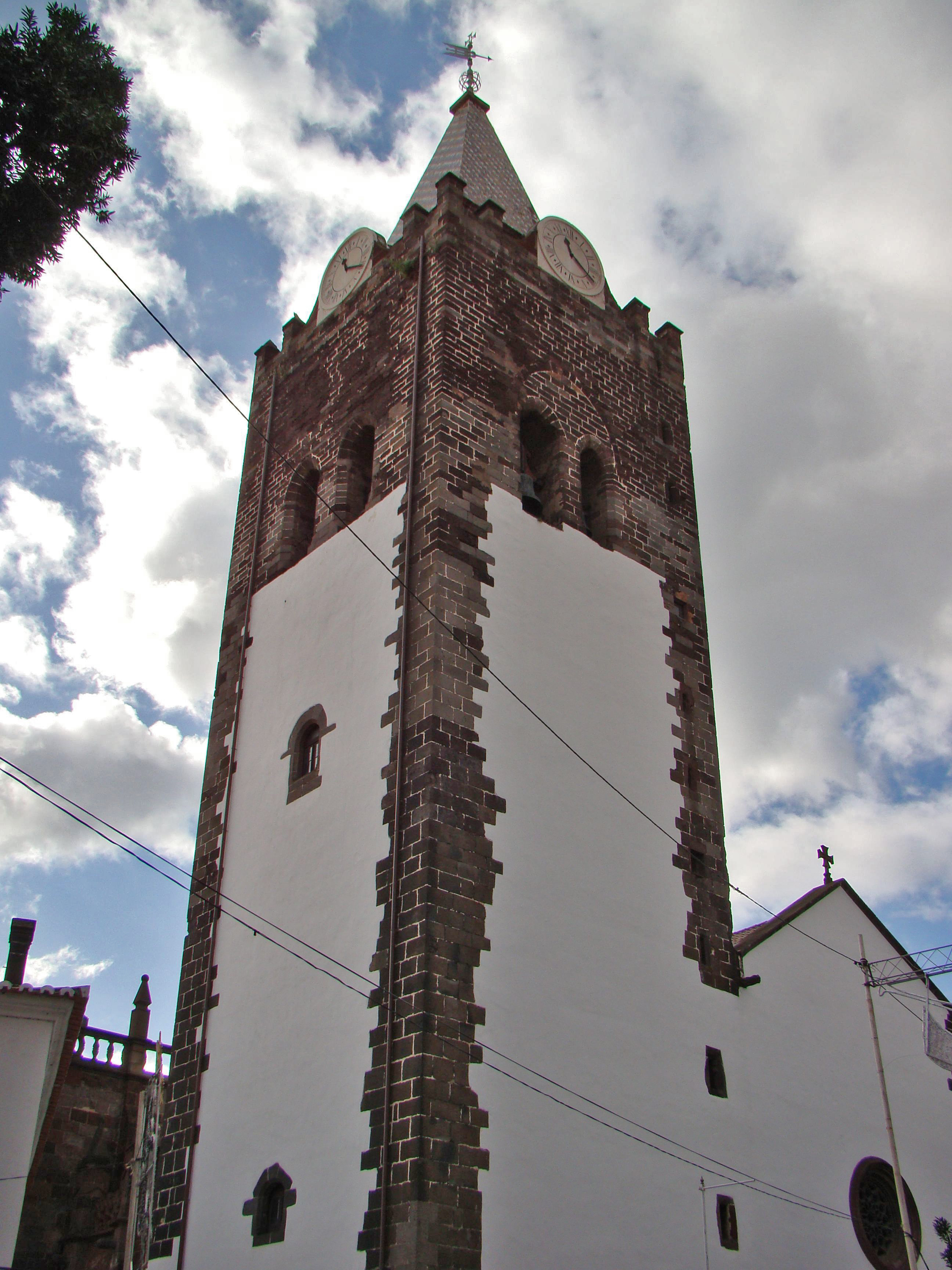
Torre gotica del XV secolo di Madera

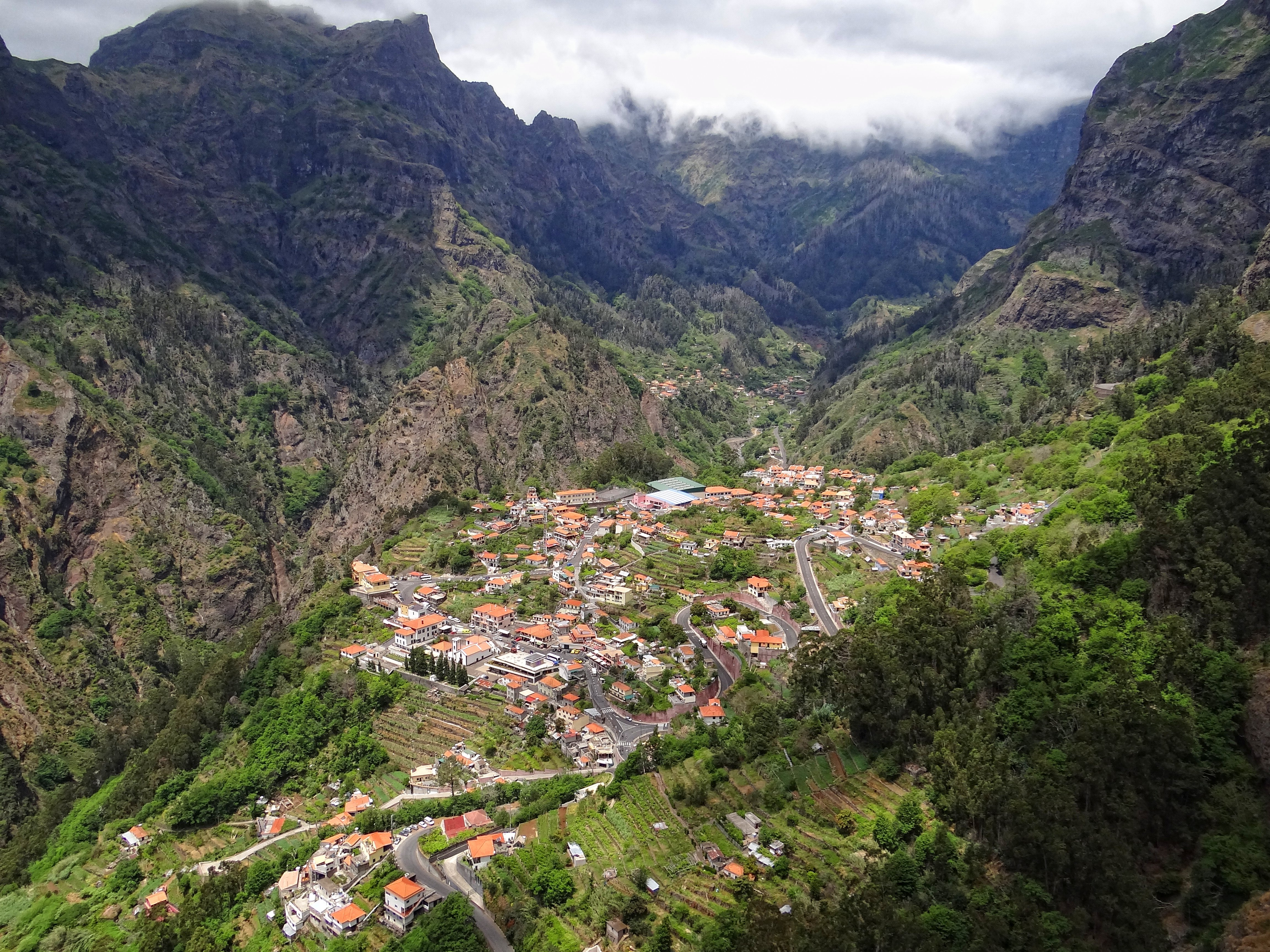
L'interno di Madera intorno a Curral das Freiras

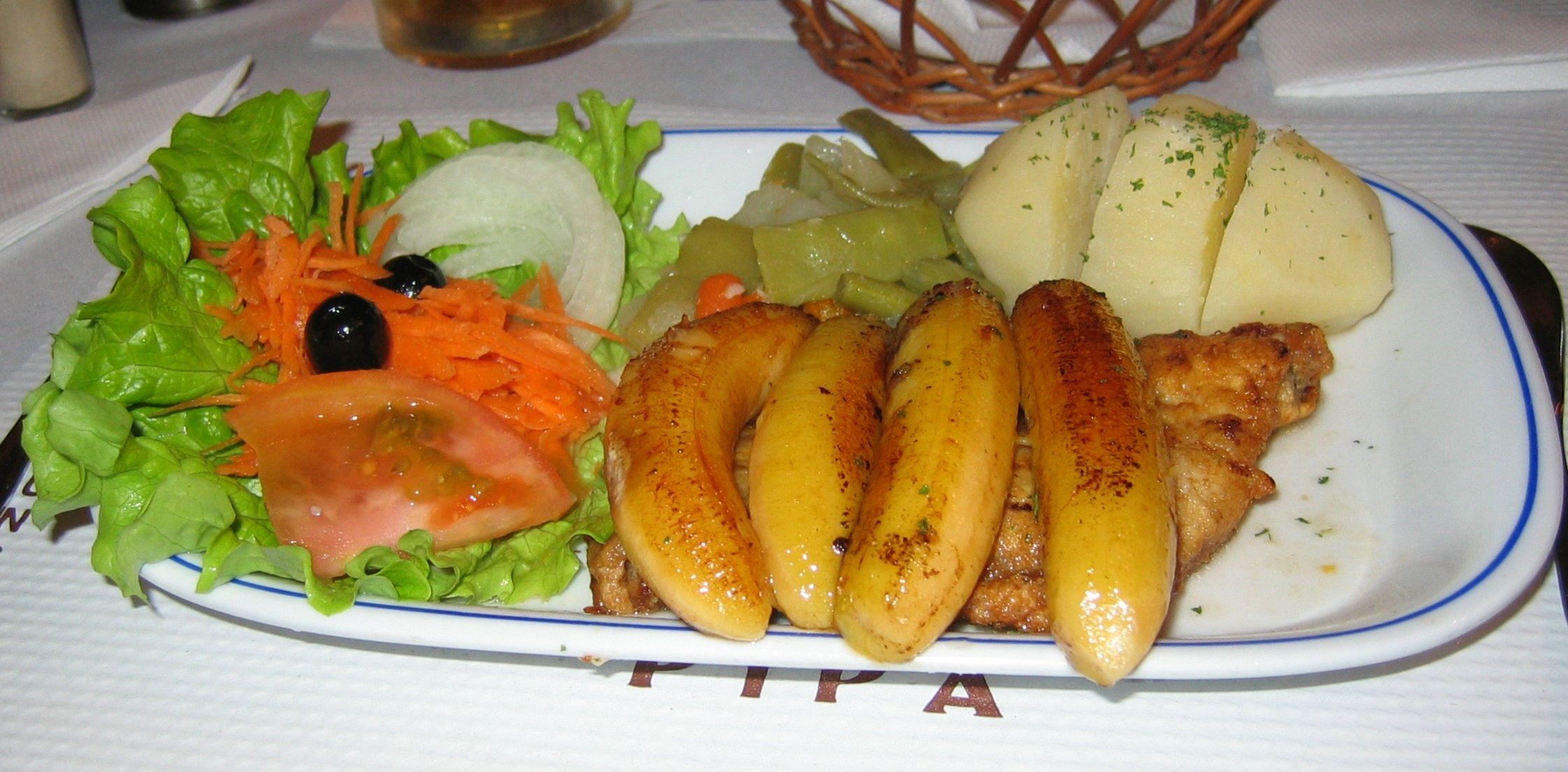
Pesce sciabola con banane di Madera

L'arcipelago è formato da due isole maggiori, Madera e Porto Santo, da tre isole minori disabitate, note come le isole Desertas, e da altre due isole ancora più piccole, anch'esse disabitate, denominate le Isole Selvagge. L'isola maggiore è Madera. «Complessivamente la superficie dell'arcipelago è di km² 794, di cui 739 relativi all'isola di Madeira. Le isole minori sorgono, rispettivamente, km 40 a nord-est (Ilha do Porto Santo, km² 40) e km 25 a sud-est (Ilhas Desertas, km² 12)».
L'arcipelago, insieme a Capo Verde, alle Azzorre e alle Canarie, forma la Macaronesia: le Azzorre e Madera sono parte del Portogallo; le Canarie sono parte della Spagna; Capo Verde, un tempo portoghese, è oggi una repubblica indipendente.
Il capoluogo della Regione Autonoma, Funchal, si trova nella costa meridionale dell'isola di Madera, a 32° 37' 45" di latitudine nord e 16° 55' 20" di longitudine ovest. Le città più importanti dell'arcipelago, oltre a Funchal, sono Vila Baleira (nell'isola di Porto Santo), Machico, Câmara de Lobos, Santa Cruz (il cui comune include Caniço) e Santana.
Nella parte settentrionale si conserva il bosco che ricopriva gran parte dell'arcipelago prima che i colonizzatori lo convertissero in terreno coltivabile.
La posizione geografica dell'arcipelago, lambito dalla Corrente del Golfo, e la sua struttura montagnosa consentono un clima mite benché umido, con temperature medie giornaliere che, lungo le coste, oscillano tra i +16/+18 °C nel trimestre dicembre-febbraio e i +24/+25 °C dei mesi compresi tra giugno e settembre.
Il clima dell'isola permette la crescita di fiori e frutti tropicali, oltre che di vigneti da cui si ricava il noto vino Madera.
L'UNESCO ha incluso i boschi di Laurisilva, nella regione settentrionale, tra i patrimoni dell'umanità.

## Storia
Secondo Diodoro, Madera fu scoperta dai Fenici nel VI secolo a.C.. Plinio il Vecchio riporta nella sua Historia Naturalis un'isola di Atlantide di fronte al capo sporgente dell'Alto Atlante, che può essere identificata con Madeira. Plutarco probabilmente aveva già menzionato le due isole di Madeira e Porto Santo nella sua biografia di Sertorio.
Plinio si riferisce al gruppo di isole come le Purpurae Insulae. Claudio Tolomeo si riferisce all'isola principale di Madeira come Erythia e l'isola più piccola di Porto Santo a nord come Paena. Tuttavia, non ci sono prove di visite o insediamenti permanenti durante questo periodo. La cosiddetta mappa medicea del 1351 mostra tre isole al largo della costa africana, Porto Séo, Deserta e Isola de Lolegname.
L'arcipelago fu riscoperto nel 1419 dai portoghesi João Gonçalves Zarco e Tristão Vaz Teixeira. All'epoca era disabitato e coperto da fitte foreste; da qui il nome Ilha da Madeira (isola del legno).
Secondo A.H. de Oliveira Marques (Breve Historia de Portugal), noto storico portoghese contemporaneo, una spedizione capitanata da italiani fu finanziata da Alfonso IV nel 1341. Giunsero alle Canarie e probabilmente per primi anche nell'arcipelago di Madera. Anni dopo, per il cresciuto interesse della Corona portoghese, João Gonçalves Zarco, Tristão Vaz Teixeira e Bartolomeu Perestrelo furono mandati a occupare permanentemente l'arcipelago
Dal 1420 colonizzata dai portoghesi su iniziativa di Enrico il Navigatore, Madera è quindi la prima isola al di fuori dell'Europa ad essere stabilmente colonizzata dagli europei. I coloni provenivano principalmente dalle regioni portoghesi dell'Algarve e del Minho, ma anche nobili e specialisti provenienti da Francia, Italia, Spagna, Inghilterra e Fiandre si stabilirono sulle isole. Fra questi specialisti va ricordato Cristoforo Colombo e il fratello cartografo Bartolomeo.
Gli schiavi che furono portati sull'isola provenivano dalla costa della Guinea, delle isole Canarie e più tardi dell'America del Nord.
Condivise le sorti del Portogallo quando quest'ultimo venne unito alla Spagna, nella persona di sovrani comuni, dal 1580 al 1640. Dal 1807 al 1814 l'arcipelago fu occupato dal Regno Unito. Durante il periodo coloniale la sua economia era florida grazie alle piantagioni di canna da zucchero e ai vigneti. Gli anni settanta del Novecento videro lo sviluppo di un movimento di istanza separatista e anticomunista, il FLAMA (Frente de Libertação da Madeira).

## Popolazione e cultura
Nel 2016 la popolazione era di 289 000 abitanti. Gli abitanti discendono dai colonizzatori portoghesi che provenivano per gran parte dalle regioni dell'Algarve e del Minho.
Le bellezze dell'arcipelago includono monumenti storici, vie e piazze fiorite e piccoli villaggi caratteristici. L'isola di Madera ospita, nella chiesa della Madonna del Monte nella città di Funchal, le spoglie mortali dell'ultimo imperatore d'Austria, il beato Carlo I d'Austria.
Un'osservazione della natura dell'isola che va di pari passo con quella dei costumi e dei conflitti è intuibile in un film del 1938, A Canção da Terra, di Jorge Brum do Canto ambientato a Porto Santo, dove in uno spazio tempo definito si assiste alla lotta per la vita e a sentimenti che vi sbocciano in una natura ardua e impressionante. Un diverso punto di vista si ha in un altro film franco-portoghese del 1964, ambientato nelle Isole Selvagge dell'arcipelago di Madera, As Ilhas Encantadas di Carlos Vilardebó, dove troviamo protagonista Amália Rodrigues.

## Amministrazione
L'arcipelago costituisce una delle due regioni autonome portoghesi ed è suddiviso in 11 comuni (municípios) e 54 frazioni (freguesias):

Mappa delle undici città e frazioni che compongono la Regione Autonoma di Madeira:
Calheta
Câmara de Lobos
Funchal
Machico
Ponta do Sol
Porto Moniz
Porto Santo
Ribeira Brava
Santa Cruz
Santana
São Vicente

     Calheta
     Câmara de Lobos
     Funchal
     Machico
     Ponta do Sol
     Porto Moniz
     Porto Santo
     Ribeira Brava
     Santa Cruz
     Santana
     São Vicente

## Economia
All'interno della Regione Autonoma di Madera è stato istituito un porto franco. Trattasi di una zona franca di natura industriale, costituita da un'area di libera importazione ed esportazione di merci. Le società operanti nell'ambito dell'arcipelago beneficiano, in aggiunta alle esenzioni o agevolazioni fiscali relative alle imposte sui redditi, di notevoli vantaggi anche in materia di dazi doganali: le materie prime e i prodotti semilavorati importati nella zona economica speciale sono esenti dal dazio di importazione se destinati alla trasformazione in loco in nuovi prodotti che, essendo per questo considerati fin dall'origine comunitari, sono esenti da dazi di importazione al momento della loro immissione nel mercato dell'Unione europea.

## Infrastrutture e trasporti

### Aeroporti

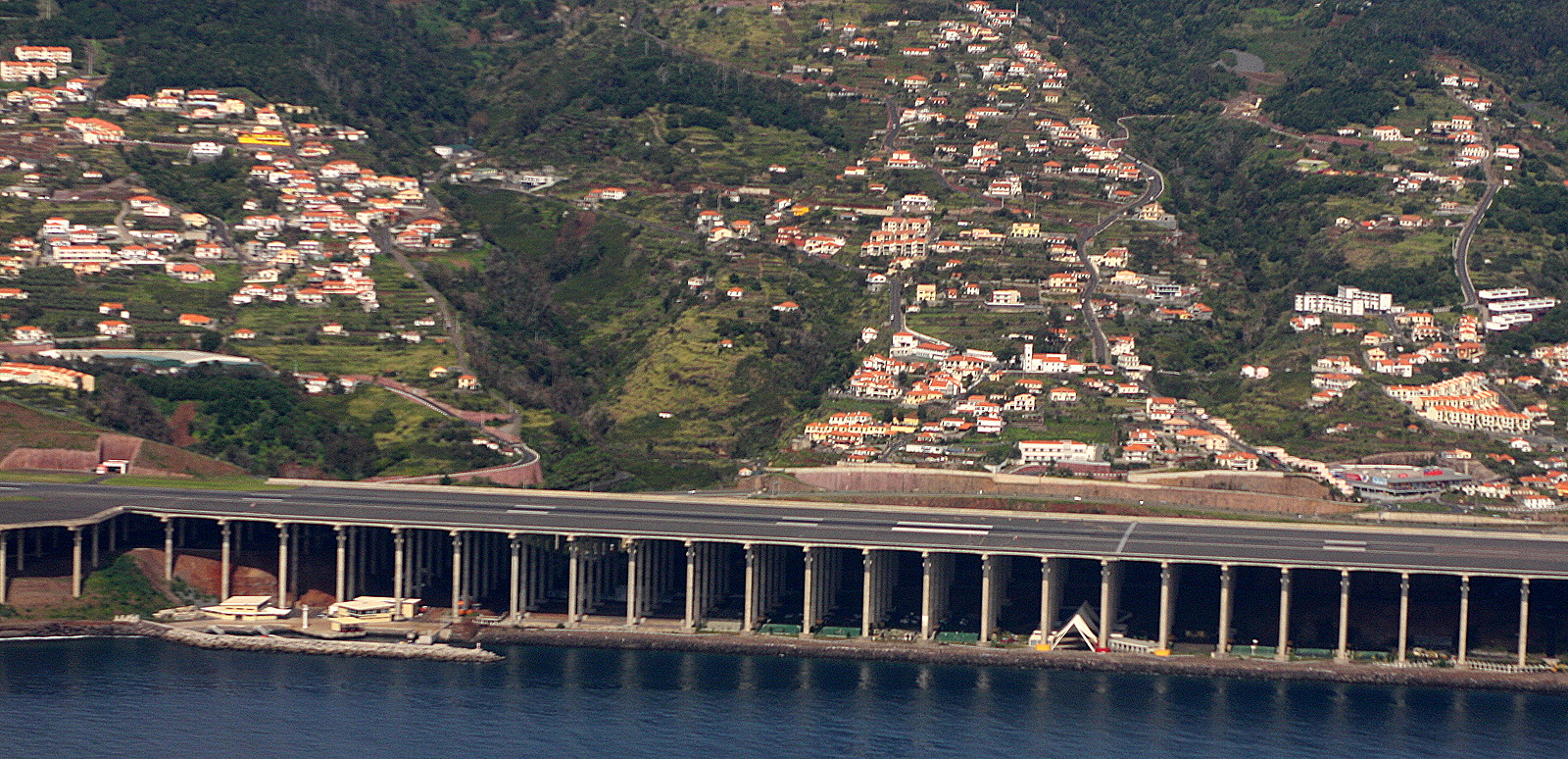
Parte della pista del Cristiano Ronaldo International Airport

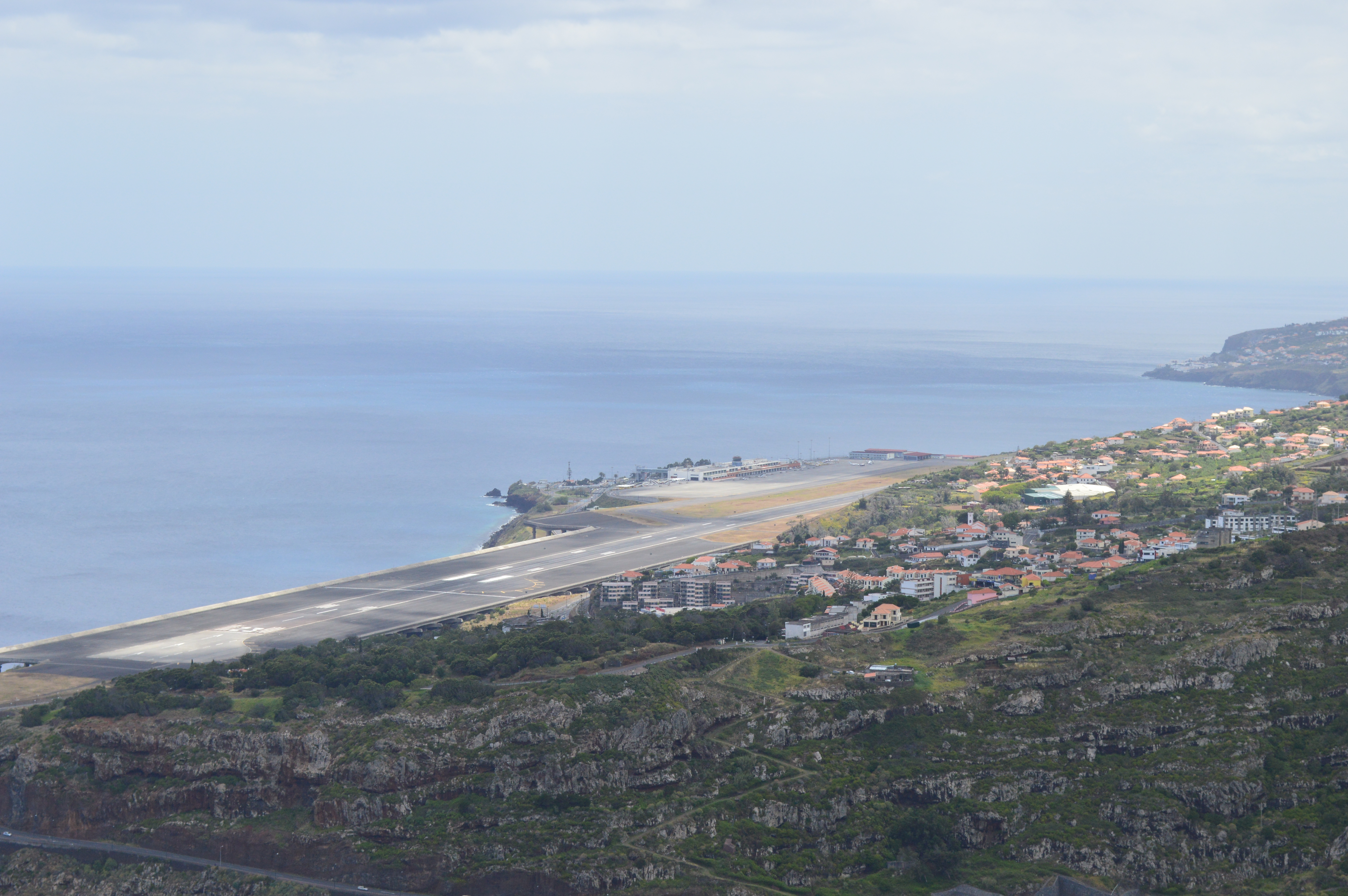
Veduta dell'aeroporto da Machico

- Aeroporto internazionale "Cristiano Ronaldo" (FNC) a Santa Cruz
- Porto Santo (PXO)

## Galleria d'immagini

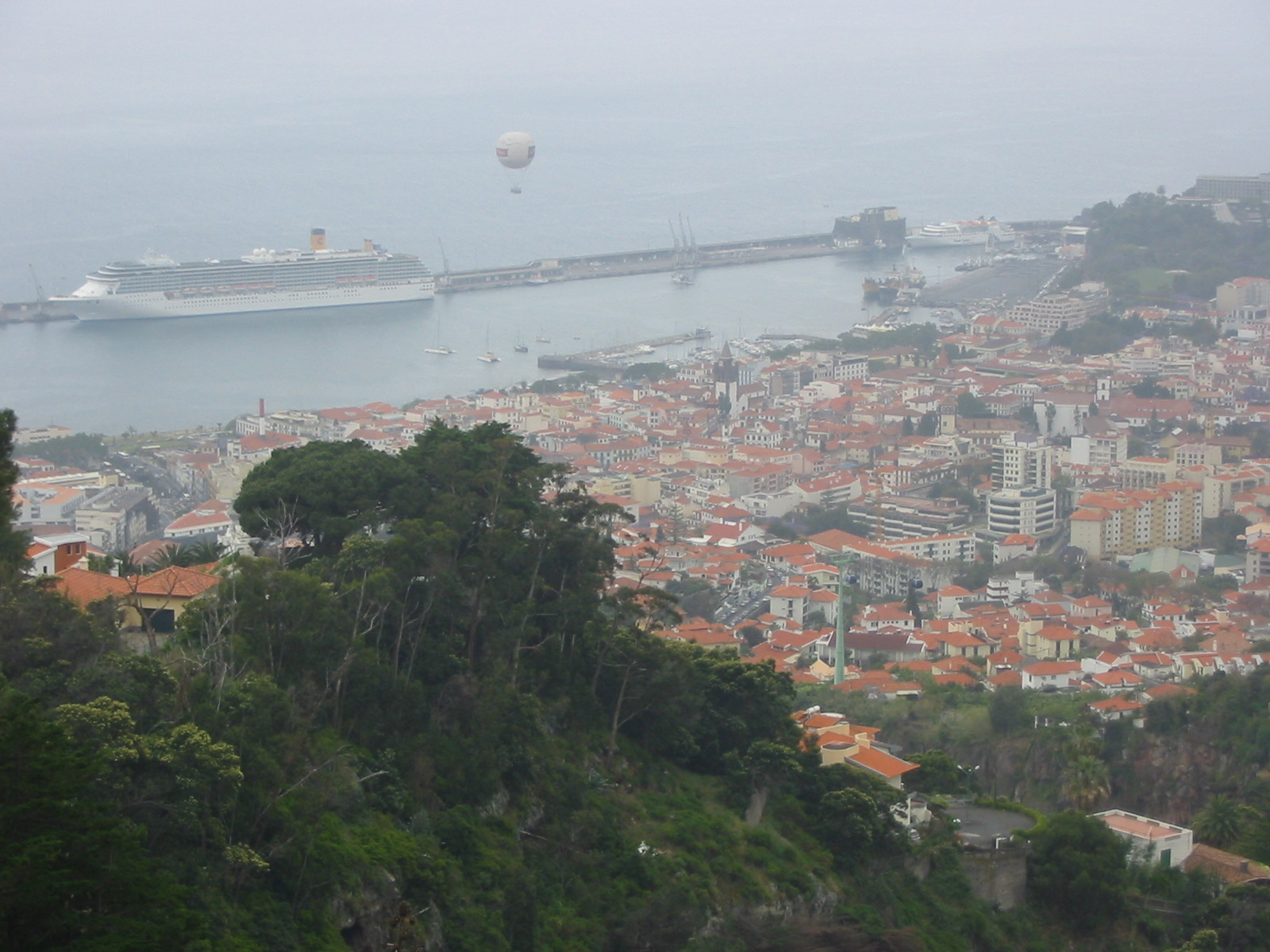
Funchal
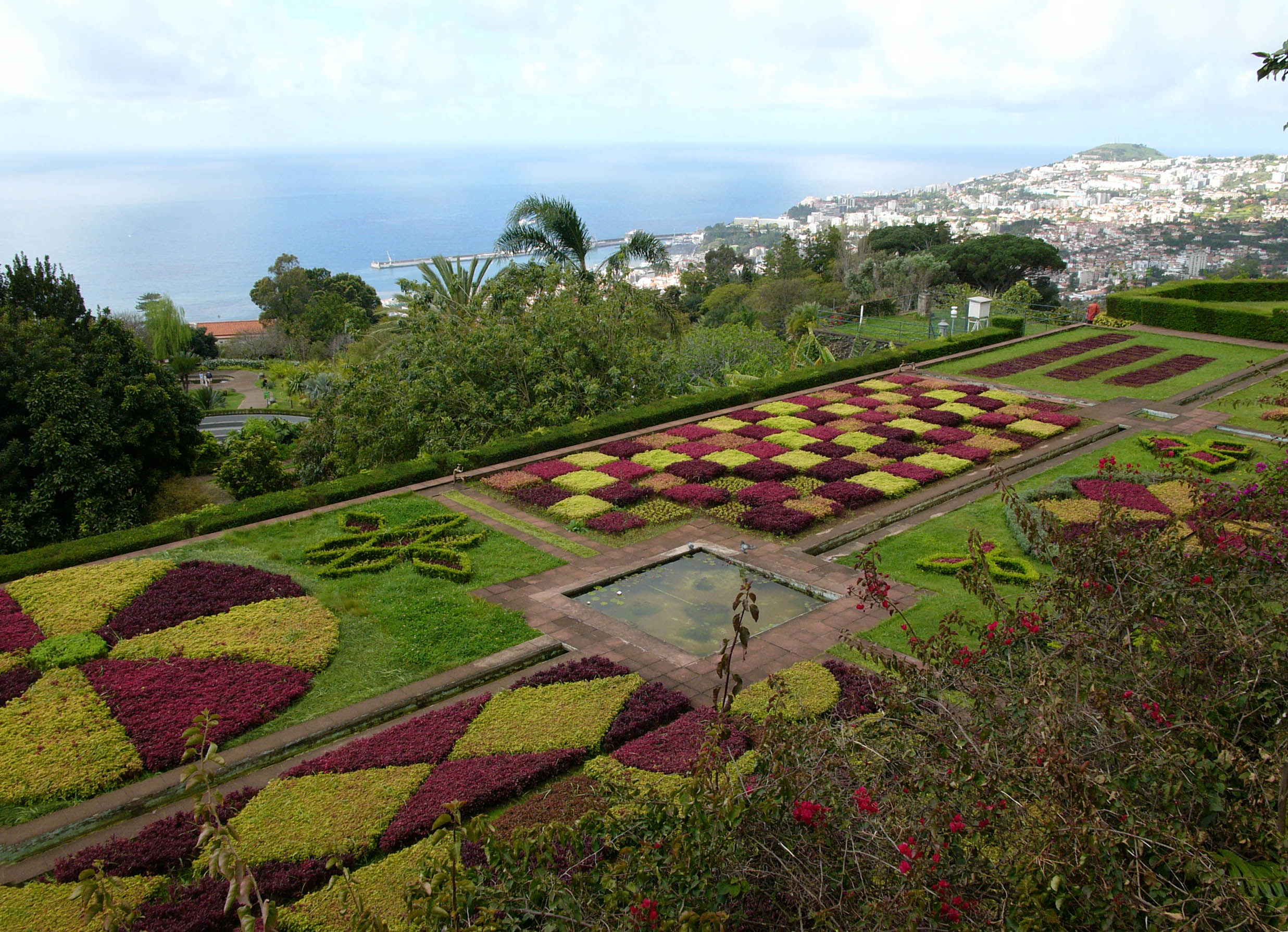
Giardino Botanico a Funchal
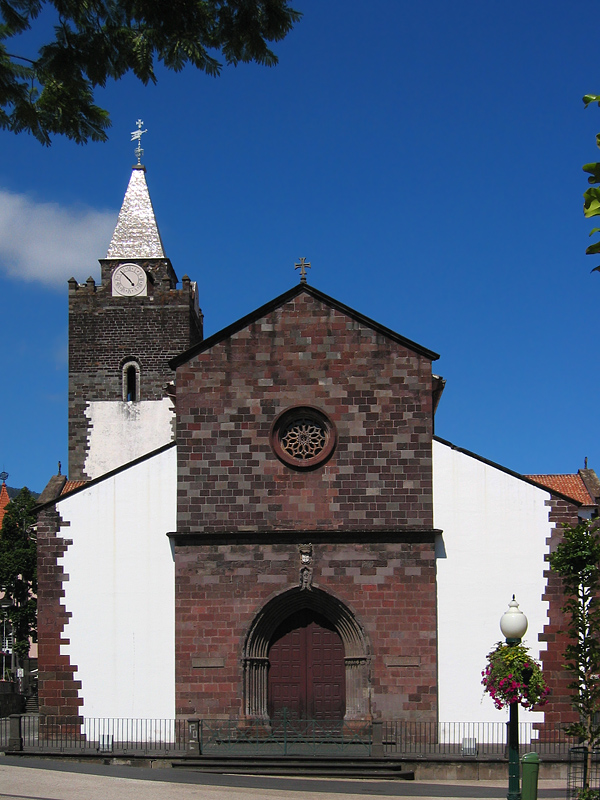
Cattedrale: Sé Catedral de Funchal
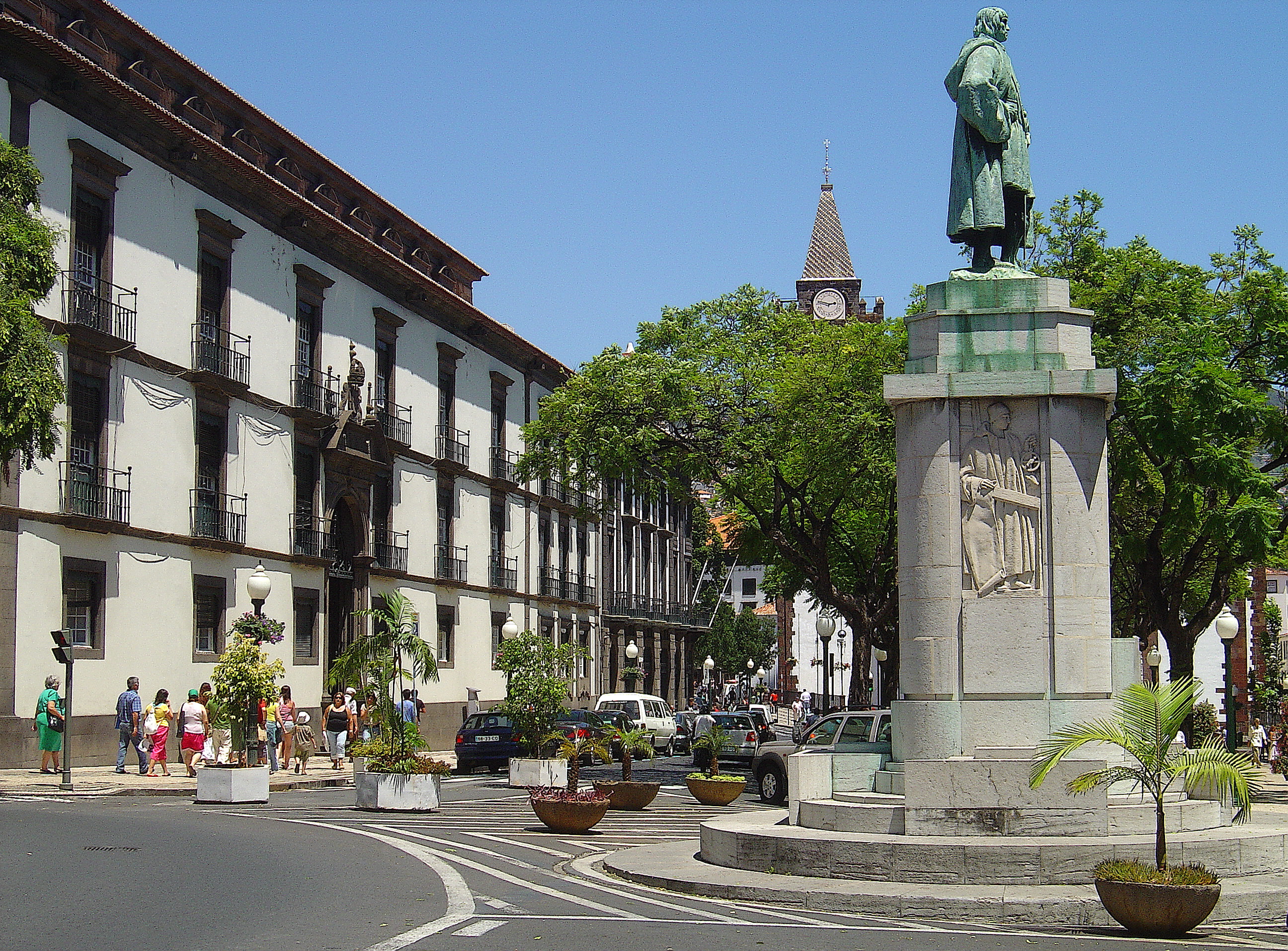
Statua di João Gonçalves Zarco, il primo portoghese che si insediò a Madera
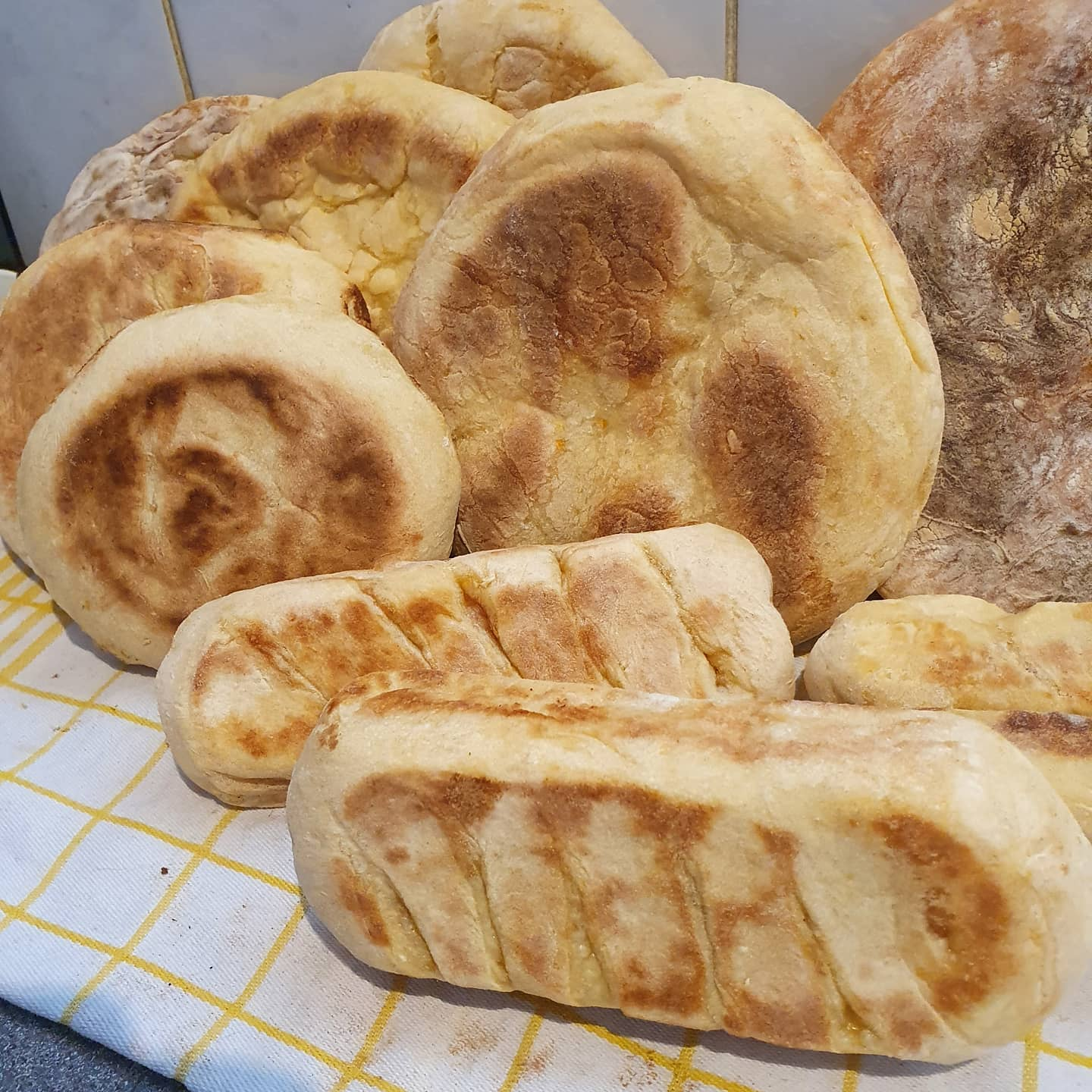
Il Bolo do caco, un pane di grano tipico dell'isola
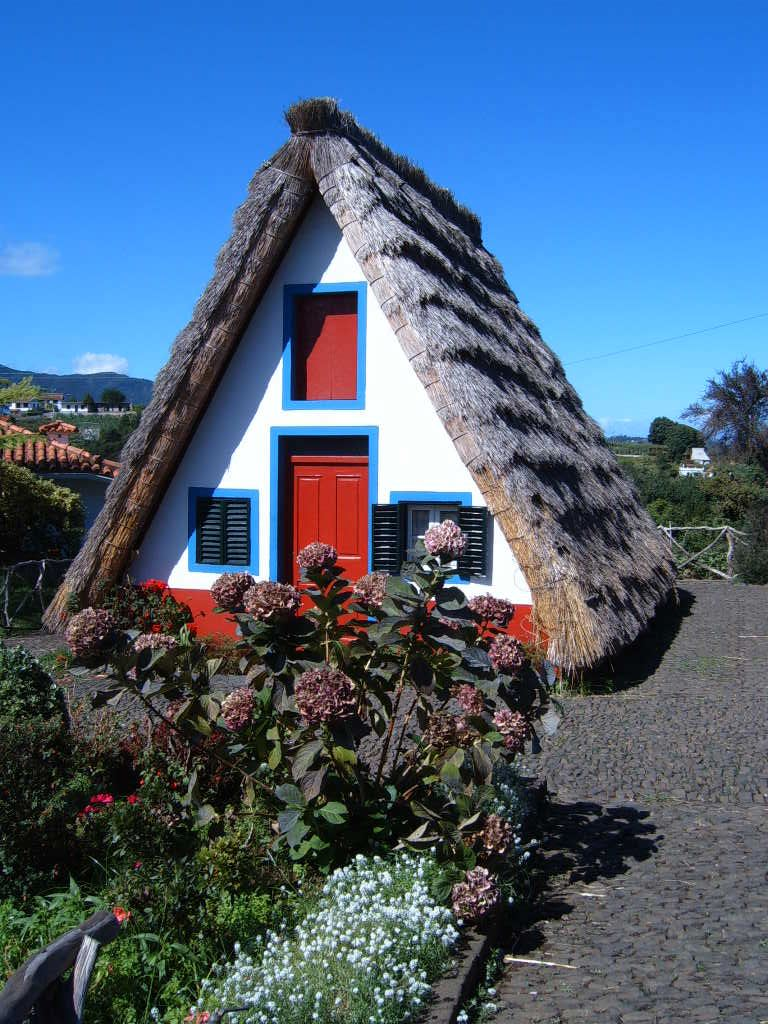
Tipica abitazione contadina di Madera